# 海南里白
海南里白（学名：Diplopterygium simulans）为里白科里白属下的一个种。分布于中国的云南、海南,以及印度尼西亚。
海南里白与广东里白为姊妹类群。